# Cap Bruce
Pour les articles homonymes, voir Bruce.
Le cap Bruce est un cap d'une petite île de la baie Oom (en), dans la Terre de Mac. Robertson, en Antarctique.
Le 18 février 1931, l'expédition BANZARE de Douglas Mawson débarque sur ce cap et est nommé d'après Stanley Bruce, Premier ministre d'Australie entre 1923 et 1929. Un cairn avec une plaque commémorative est érigée par Mawson pour commémorer ce débarquement. Cet ensemble est désigné monument ou site historique (« SMH 5 »).